# Маратунда
Марату̀нда (на гръцки: Μαραθούντα) е село в Кипър, окръг Пафос. Според статистическата служба на Република Кипър през 2001 г. селото има 256 жители.
Намира се на 6 км източно от Пафос.